# Detección de la presa
La detección de la presa es el proceso mediante el cual los depredadores pueden detectar y localizar a sus presas a través de señales sensoriales. Este artículo trata la depredación en su sentido más amplio, es decir, cuando un organismo se come a otro.

## Lucha evolutiva y defensas de presas

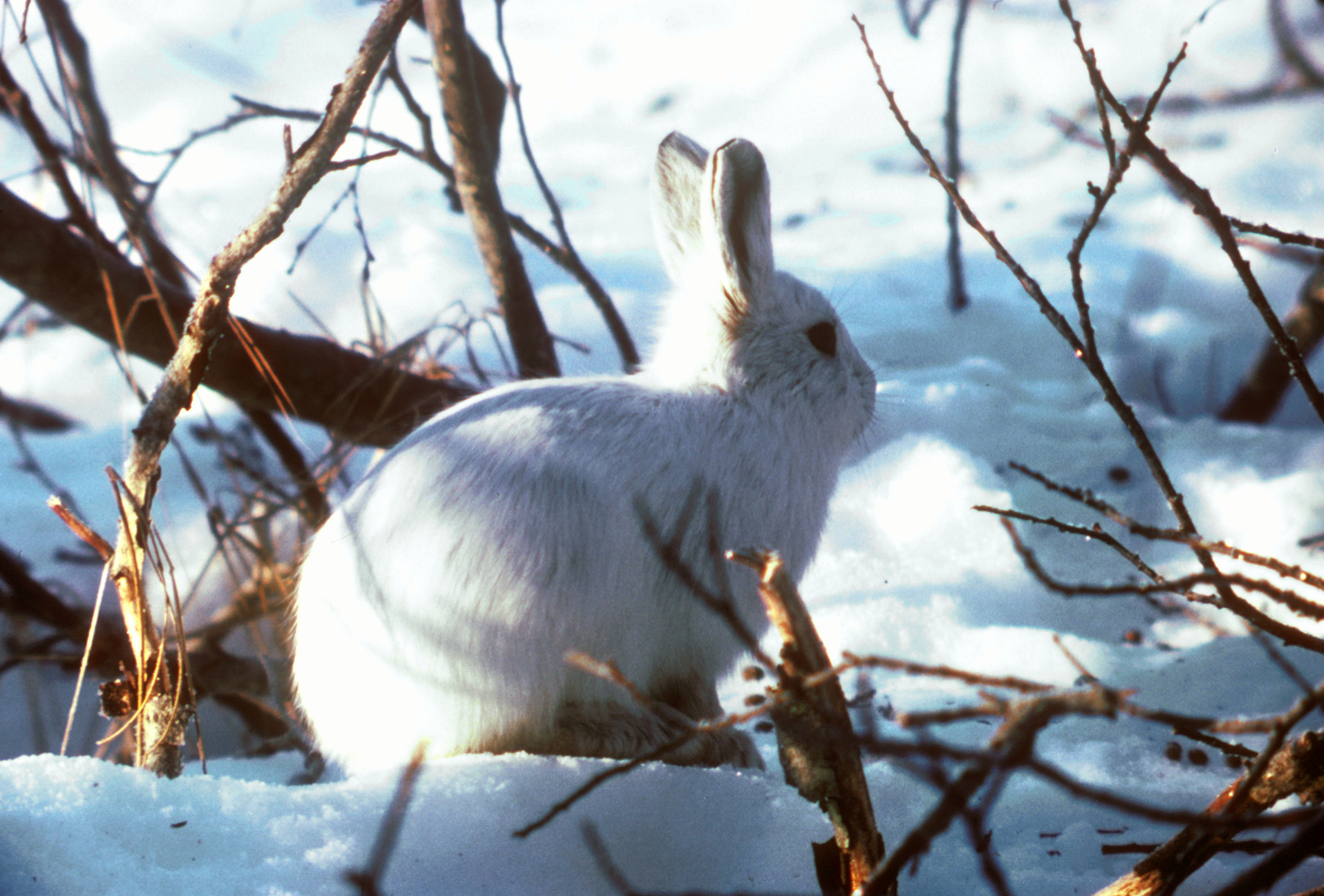
Las presas tienen adaptaciones como una coloración críptica en esta liebre de Alaska que les ayuda a evitar a los depredadores.

Los depredadores están en una carrera armamentista evolutiva con sus presas, para las cuales la selección natural preserva constantemente mutaciones ventajosas. A su vez, los depredadores también están sujetos a esa presión selectiva: aquellos que tienen más éxito en localizar presas transmiten sus genes en mayor número al acervo genético de la siguiente generación. Las adaptaciones de las presas que les permiten evitar a los depredadores están muy extendidas, y aquellas que las hacen difíciles de encontrar se conocen colectivamente como cripsis. La cripsis puede implicar evasión temporal, como la nocturnidad, métodos conductuales, como esconderse, y adaptaciones no conductuales, como el camuflaje. Las adaptaciones antidepredadores incluyen métodos distintos a la cripsis, como el aposematismo y la capacidad de luchar.
A menudo se combinan características pasivas y comportamentales; por ejemplo, un animal de presa puede parecerse y comportarse como el depredador de su cazador (véase mimetismo).

## Detección de presas mediante diferentes sentidos
Hay una variedad de métodos utilizados para detectar presas. Los sistemas sensoriales utilizados incluyen el sistema visual, el sistema olfativo (olfato), el sistema auditivo (audición) y el sistema somatosensorial (como el tacto). Algunos depredadores pueden utilizar todos estos sentidos para localizar a sus presas, mientras que otros pueden depender principal o totalmente de uno solo. Los métodos de detección también pueden dividirse en detección directa del propio organismo presa y pistas indirectas, como el olor de su orina.

### Visual

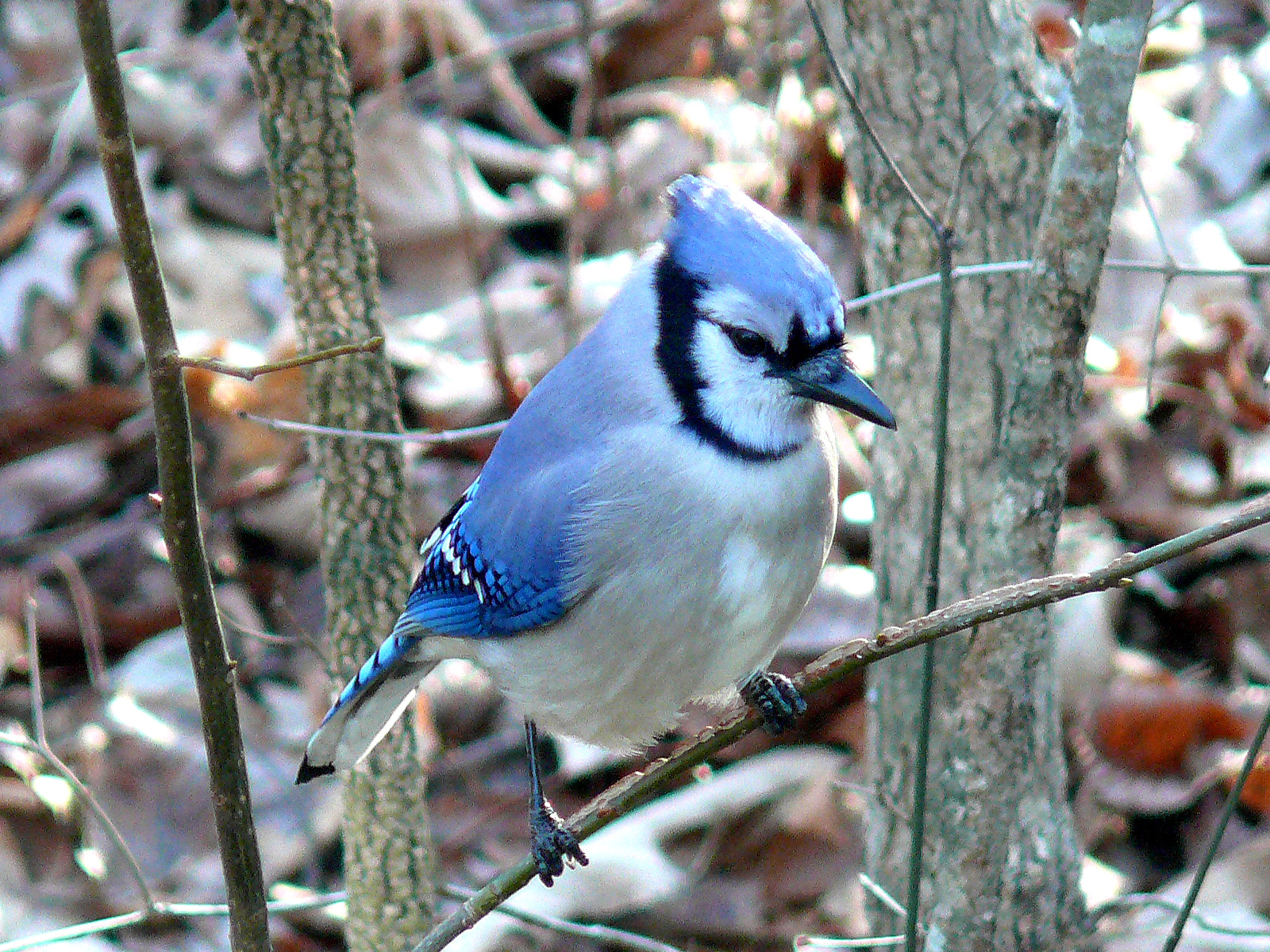
Los experimentos realizados con arrendajos azules sugieren que estos animales forman una imagen de búsqueda de determinadas presas.

Los depredadores visuales pueden formar lo que se denomina una imagen de búsqueda de ciertas presas.
Los depredadores no necesitan localizar directamente a su huésped: los cernícalos, por ejemplo, son capaces de detectar las heces y la orina de sus presas (que reflejan la luz ultravioleta), lo que les permite identificar áreas donde hay grandes cantidades de topillos, por ejemplo. Esta adaptación es esencial para la detección de presas, ya que los topillos se esconden rápidamente de estos depredadores.
En entornos experimentales, los animales han demostrado un cambio perceptivo: el depredador visual formaría una imagen de búsqueda de la especie de presa críptica más abundante en su entorno; a medida que la especie es más depredada, su número disminuiría y la imagen de búsqueda de esa especie sería menos útil para el depredador; el depredador luego cambiaría a una imagen de búsqueda de una presa que se volviera más abundante.

### Químico
Para muchos animales los sentidos químicos son mucho más importantes que la vista o la audición. Algunos escarabajos depredadores especializados pueden localizar a sus presas, los escarabajos descortezadores, utilizando las feromonas que secretan sus objetivos. Las feromonas que son explotadas por un enemigo de esta manera se llaman kairomonas.

### Auditivo
Algunos depredadores dependen principalmente de señales sonoras para detectar presas. En los depredadores nocturnos las pistas no visuales son especialmente importantes. La lechuza común (Tyto alba) depende de los ruidos que emiten sus presas y puede localizarlas con gran precisión. Los murciélagos tienen la capacidad adicional de la ecolocalización para localizar presas como los insectos voladores; por lo tanto, pueden localizar presas incluso si no emiten ningún sonido.